# To er mundo é... mejó!
To er mundo é... mejó! és una pel·lícula espanyola del gènere de comèdia dirigida per Manuel Summers Rivero estrenada el 1982, amb guió escrit per ell mateix i el seu germà Guillermo Summers. Forma part de la "trilogia de la càmera oculta" iniciada el mateix any 1982 amb To er mundo é güeno i finalitzada amb To er mundo é... demasiao (1985).

## Sinopsi
Es tracta d'un seguit de filmacions amb càmera oculta que tracta de captar la reacció de persones anònimes davant situacions violentes, insospitades o ridícules: un difunt en un urinari, un cec que s'autoconvida en un menjar familiar, etc, en la que alguns personatges famosos actuen com a "ganxo" i que tracten de demostrar la bondat de la gent.

## Premis
37a edició de les Medalles del Cercle d'Escriptors Cinematogràfics
| Categoria         | Pel·lícula     | Resultat  |
| ----------------- | -------------- | --------- |
| Millor fotografia | Antonio Cuevas | Guanyador |